# Ambasada Stanów Zjednoczonych w Helsinkach
Ambasada Stanów Zjednoczonych w Helsinkach (ang. The Embassy of the United States in Helsinki, fiń. Yhdysvaltain Helsingin-suurlähetystö) – misja dyplomatyczna Stanów Zjednoczonych Ameryki w Republice Finlandii.
Przy ambasadzie działa attaché obrony.

## Historia
Finlandia ogłosiła niepodległość 6 grudnia 1917. Stany Zjednoczone wstrzymywały się z jej uznaniem z powodu obaw o niestabilność polityczną kraju i jego powiązania z Niemcami. Waszyngton uznał fińską niepodległość dopiero 7 maja 1919, za prezydentury Woodrowa Wilsona i 27 maja 1919 nawiązał stosunki dyplomatyczne z Finlandią.
Poselstwo Stanów Zjednoczonych w Helsinkach utworzono 19 marca 1920. Działało ono do 30 czerwca 1944, gdy Stany Zjednoczone zerwały stosunki dyplomatyczne z Finlandią i zamknęły swoje przedstawicielstwo w Helsinkach w odpowiedzi na partnerstwo wojskowe Finów z Niemcami, zawarte w celu walki ze sojusznikami Stanów Zjednoczonych.
Po wycofaniu się Finlandii z działań wojennych, 16 stycznia 1945 ustanowiono Misję Specjalną Stanów Zjednoczonych w Helsinkach. Jej powstanie nie było równoznacznie ze wznowieniem stosunków dyplomatycznych, które zostały przywrócone 1 września 1945, wraz z ponownym otwarciem Poselstwa Stanów Zjednoczonych w Helsinkach.
15 listopada 1952 Poselstwo Stanów Zjednoczonych w Helsinkach zostało podniesione do rangi ambasady.

## Szefowie misji

### Posłowie
jeżeli nie zaznaczono inaczej w randzie posła
- Alexander Richardson Magruder (1920 - 1922) chargé d’affaires
- Charles Lemuel Kagey (1922 - 1925)
- Alfred John Pearson (1925 - 1930)
- Edward Everett Brodie (1930 - 1933)
- Edward Albright (1933 - 1937)
- Hans Frederick Arthur Schoenfeld (1937 - 1942)
- Edmund Asbury Gullion (? - 1944) chargé d’affaires
- brak stosunków dyplomatycznych (1944 - 1945)
  - Maxwell M. Hamilton (1945) minister
- Benjamin Mayham Hulley (1945 - ?) chargé d’affaires
- Maxwell McGaughey Hamilton (1946 - 1947)
- Avra Milvin Warren (1948 - 1950)
- John Moors Cabot (1950 - 1952)

### Ambasadorzy
jeżeli nie zaznaczono inaczej w randzie ambasadora
- Jack Kirkham McFall (1952 - 1955)
- John Dewey Hickerson (1955 - 1959)
- Edson Oliver Sessions (1959 - 1960)
- Bernard Anthony Gufler (1961 - 1963)
- Carl Thomas Rowan (1963 - 1964)
- Tyler Thompson (1964 - 1969)
- Frederick Valdemar Erastus Peterson (1969 - 1973)
- Victor John Krehbiel (1973 - 1975)
- Marcus Jacob Austad (1975 - 1977)
- Rozanne Lejeanne Ridgway (1977 - 1980)
- James Eugene Goodby (1980 - 1981)
- Keith Foote Nyborg (1981 - 1986)
- Rockwell Anthony Schnabel (1986 - 1989)
- John Giffen Weinmann (1989 - 1991)
- John Hubert Kelly (1991 - 1994)
- Derek Shearer (1994 - 1997)
- Eric S. Edelman (1998 - 2001)
- Bonnie McElveen-Hunter (2001 - 2003)
- Earle I. Mack (2005)
- Marilyn Ware (2006 - 2008)
- Barbara McConnell Barrett (2008 - 2009)
- Bruce J. Oreck (2009 - 2015)
- Charles C. Adams Jr. (2015 - 2017)
- Donna A. Welton (2017 - 2018) chargé d’affaires
- Robert F. Pence (2018 - 2021)
- Ian Campbell (2021 - 2022) chargé d’affaires
- Douglas Hickey (2022 - 2024)[3][4]
- Christopher Krafft (2024 - nadal) chargé d’affaires